# Allsång på Skansen
Allsång på Skansen (tradução literal: Todos cantando no Skansen) é um programa de concertos de verão sueco realizado no Skansen, um museu a céu aberto, em Estocolmo. O programa é realizado em todo verão às terças-feiras, das 20:00 às 21:00. No programa, o público deve cantar cantar junto com os cantores músicas conhecidas da Suécia. O evento começou em 1935 em pequena escala, com cerca de 50 pessoas na plateia. Hoje, cerca de 10.000 a 25.500 pessoas participam de cada apresentação. 
O programa é transmitido pela Sveriges Television (SVT) desde 1979. No início, o programa teve cerca de 300.000 telespectadores, mas quando Lasse Berghagen tornou-se o apresentador do programa em 1994, a audiência subiu para cerca de 2 milhões de telespectadores. Embora a duração do programa seja de 90 minutos, apenas uma hora é transmitida no SVT, mas o programa inteiro está disponível no SVT Play.

## Apresentadores
- 1935-1950: Sven Lilja
- 1956-1966: Egon Kjerrman
- 1974-1993: Bosse Larsson
- 1994-2003: Lasse Berghagen
- (2003-) 2004-2010: Anders Ludin
- 2011-2013: Måns Zelmerlöw
- 2014-2015: Petra Marklund
- 2016-atualidade: Sanna Nielsen